# Verlustvortrag
Verlustvortrag (englisch loss carryforward) ist im deutschen Handels- und Steuerrecht die Summe der noch nicht mit Gewinnen verrechneten kumulierten Verluste der Vorjahre.

## Allgemeines
Entstandene Verluste werden üblicherweise international und in Deutschland im Entstehungsjahr durch vorhandenes Eigenkapital, Kapitalerhöhung oder Verlustausgleich durch die Gesellschafter eines Unternehmens getragen. Im Handels- und Steuerrecht gibt es jedoch unter bestimmten Voraussetzungen die Möglichkeit, diese Verluste auf das nächste Geschäftsjahr zu übertragen. Diese Übertragung eines Verlustes nennt man Verlustvortrag. Es handelt sich um einen Verlust, der in früheren Jahren bzw. im laufenden Jahr nicht mit anderen Eigenkapitalposten verrechnet wurde und deshalb als eigenständiger – negativer – Eigenkapitalposten dargestellt wird. Er wirkt eigenkapitalmindernd und ist für den Bilanzleser und Analysten ein Indiz für eine schlechte wirtschaftliche Lage, in der ein Unternehmen aufgelaufene Verluste nicht verarbeiten konnte, sondern vor sich herschiebt.
Dieser handelsrechtliche Verlustvortrag ist nicht mit dem steuerrechtlichen identisch. Das liegt an den unterschiedlichen Regelungszielen im Handels- und Steuerrecht. Im Handelsrecht ist der Verlustvortrag eine Bilanzposition, die die Fortschreibung eines nicht durch Eigenkapitalpositionen ausgeglichenen Verlusts darstellt. Das Handelsrecht kennt keine Schranken bei der Höhe des Verlustvortrags; er darf bei Kapitalgesellschaften sogar deren Eigenkapital übersteigen und ist dann als „nicht durch Eigenkapital gedeckter Fehlbetrag“ zu aktivieren (§ 268 Abs. 3 HGB). Im Steuerrecht hingegen dient er der Berechnung der Bemessungsgrundlage und betrifft sämtliche Einkunftsarten, also auch Verluste ohne bilanzielle Gewinnermittlung wie z. B. Einkünfte aus Vermietung und Verpachtung oder nichtselbständiger Arbeit. Die Verrechnung der steuerlichen Verlustvorträge unterliegt verschiedenen Abzugsbeschränkungen, um Steuergestaltungen zu verhindern und das Steueraufkommen zu sichern.

## Handelsrecht
Der handelsrechtliche Verlustvortrag ergibt sich aus § 266 Abs. 3 A IV HGB. Das darin enthaltene Gliederungsschema legt fest, dass positive Eigenkapitalelemente (gezeichnetes Kapital, Rücklagen, Gewinnvortrag, Jahresüberschuss oder Bilanzgewinn) mit negativen Elementen (Verlustvortrag, Jahresfehlbetrag oder Bilanzverlust) zu saldieren sind. Übrig bleibt das tatsächlich vorhandene Eigenkapital. Soweit mithin ein Jahresfehlbetrag nicht von anderen Eigenkapitalposten ausgeglichen wird, verbleibt er als Verlustvortrag. In der Buchführung wird dieser Verlustvortrag als passives Bestandskonto mit negativem Anfangsbestand („Minus-Passivkonto“) geführt, durch Zugänge entsteht ein Ausgleich. Mehrungen durch zusätzliche Verluste werden auf der rechten Seite, Minderungen links verbucht. Technisch ist der Verlustvortrag der Bilanzverlust des Vorjahres.
Ein handelsrechtlicher Verlustvortrag ist auf Kapitalgesellschaften beschränkt, weil das Gesetz bei Personengesellschaften die Verrechnung von Verlusten mit den Kapitalanteilen vorschreibt (§ 264c Abs. 2 Satz 3-7 HGB). Bei Kapitalgesellschaften umfasst der Verlustvortrag den Teil des Verlustes einer Gesellschaft, der nach Aufzehrung der Rücklagen und eines eventuellen Gewinnvortrages als Verlust auf die Rechnung der nächsten Jahre übertragen wird.
Nach § 158 Abs. 1 Nr. 1 AktG müssen Aktiengesellschaften am Schluss ihrer Gewinn- und Verlustrechnung oder im Anhang erläutern, wie sie das Jahresergebnis verwenden:
```
Jahresüberschuss
/
Jahresfehlbetrag

+ 
Gewinnvortrag
 aus dem Vorjahr oder
- Verlustvortrag aus dem Vorjahr
+ 
Entnahmen
 aus der 
Kapitalrücklage

+ Entnahmen aus 
Gewinnrücklagen

- Einstellungen in Gewinnrücklagen
= 
Bilanzgewinn
/
Bilanzverlust
```

Wird beispielsweise ein Jahresfehlbetrag ausgewiesen und die übrigen Positionen weisen „Null“ aus, so ergibt sich in Höhe des Jahresfehlbetrags ein Bilanzverlust. Dieser wird im nächsten Jahr als Verlustvortrag fortgeschrieben. Ist der handelsrechtliche Verlustvortrag größer als der steuerrechtliche, sind aktive latente Steuern zu bilden, ist er kleiner, sind passive latente Steuern zu bilden. Aktive latente Steuern stellen fiktive Steuererstattungsansprüche an das Finanzamt dar und umgekehrt.

## Steuerrecht

### Definition
Meist wird der Verlustvortrag mit dem Steuerrecht assoziiert. Im deutschen Steuerrecht gibt es keine Legaldefinition für den Begriff des Verlusts. Der BFH versteht darunter „negative Einkünfte“ aus unternehmerischer Tätigkeit. Lässt das Steuerrecht die Anrechnung von Verlusten auf Gewinne zu, so mindern sich dadurch die gewinnabhängigen Ertragsteuern. Für bestimmte Verluste bestehen deshalb im Einkommen-, Körperschaft- und Gewerbesteuerrecht zahlreiche Verrechnungsverbote oder -beschränkungen. Das hat zur Folge, dass solche Verluste ganz oder teilweise steuerrechtlich „untergehen“, also steuerlich nicht mit späteren positiven Einkünften (= Gewinnen) verrechnet werden dürfen. Das Steuerrecht räumt jedoch unter bestimmten Bedingungen dem Steuerpflichtigen die Möglichkeit ein, eingetretene Verluste mit künftigen steuerpflichtigen Gewinnen zu verrechnen („Verlustnutzung“). Diese Verlustnutzung ist im Einkommen-, Körperschaft- und Gewerbesteuerrecht teilweise sehr unterschiedlich geregelt.

### Allgemeines
In steuerlicher Hinsicht verbindet man mit einem Verlustvortrag die Absicht, diese Verluste mit Gewinnen, die man in der Zukunft erwartet, zu verrechnen. In einem künftigen Veranlagungszeitraum senken also Verluste, die in früheren Veranlagungszeiträumen erzielt wurden, sich aber steuerlich nicht auswirkten, die Steuern, die eigentlich auf den Gewinn dieses Veranlagungszeitraums entfallen würden. Einschränkend wirken Regeln zur Mindestbesteuerung. Der Verlustvortrag stellt ein Instrument zur Verwirklichung des Leistungsfähigkeitsprinzips dar. Denn durch die Abschnittsbesteuerung wird bei Verlusten zunächst über die sich aus der Gesamtlaufzeit ergebende Leistungsfähigkeit hinaus eine Steuerlast auferlegt, die sich bei Geltendmachung des Verlustvortrags wieder ausgleicht.
Es gibt auch Gestaltungen, bei denen Verlustvorträge von Unternehmen eines Konzerns mit Gewinnen anderer Konzernunternehmen verrechnet werden können. Der Verlustvortrag kann Hauptmotiv bei einer Firmenübernahme sein: dass nämlich die Gewinne eines übernehmenden Unternehmens verrechnet werden dürfen mit den vorgetragenen Verlusten der übernommenen Tochterfirma (vgl. Mantelkauf).
Für die steuerliche Wirksamkeit solcher Verrechnungen gibt es einschränkende Vorschriften in vielen Staaten, in aller Regel wird nur eine Verrechnung mit inländischen Verlusten zugelassen. Nach der Marks-&-Spencer-Entscheidung des Europäischen Gerichtshofes ist ein generelles Verbot aber teilweise europarechtswidrig.

### Steuerliche Verlustvorträge in Deutschland
Man unterscheidet eine Verlustnutzung im Einkommen-, Körperschaft- und Gewerbesteuerrecht.

#### Einkommensteuerrecht
Das Einkommensteuerrecht unterscheidet in § 10d EStG zwischen Verlustrücktrag (bei Rücktrag in die zwei unmittelbar vorangegangenen Veranlagungszeiträume) und Verlustvortrag (bei Vortrag in künftige Veranlagungszeiträume). Ein Verlustrücktrag liegt mithin vor, wenn aktuell entstandene Verluste mit Gewinnen der unmittelbar vorausgegangenen Vorperiode verrechnet werden; der Verlustvortrag betrifft hingegen künftige Geschäftsjahre. Verlustvorträge dürfen nur bei dem verlusterzielenden Unternehmen verrechnet werden (§§ 1, § 10d EStG, §§ 1, § 8 Abs. 1 KStG). Diese Verlustnutzung unterliegt zahlreichen sachlichen und zeitlichen Beschränkungen. Nach § 15a EStG ist der Verlustausgleich eines Kommanditisten einer Kommanditgesellschaft auf die Höhe seiner Kapitaleinlage beschränkt.
Nicht ausgeglichene Verluste können gemäß § 10d EStG in den folgenden Veranlagungszeiträumen bis zu einem Gesamtbetrag der Einkünfte von einer Million Euro unbeschränkt, darüber hinaus bis zu 70 % (bis 2023: 60 %) des eine Million Euro übersteigenden Gesamtbetrags der Einkünfte vorrangig vor Sonderausgaben, außergewöhnlichen Belastungen und sonstigen Abzugsbeträgen abgezogen werden (Verlustvortrag). Bei zusammenveranlagten Ehegatten tritt an die Stelle des Betrags von einer Million Euro ein Betrag von zwei Millionen Euro. Der Verlustvortrag ist nur insoweit zulässig, als die Verluste nicht durch einen Verlustrücktrag bereits in zurückliegenden Veranlagungszeiträumen mit anderen positiven Einkünften ausgeglichen werden konnten.
Verluste aus Steuerstundungsmodellen, denen der Steuerpflichtige nach dem 10. November 2005 beigetreten ist oder für die nach dem 10. November 2005 mit dem Außenvertrieb begonnen wurde, dürfen weder mit Einkünften aus Gewerbebetrieb noch mit Einkünften aus anderen Einkunftsarten ausgeglichen werden (§ 15b EStG). Da die Verrechnung mit späteren Gewinnen nicht ausgeschlossen wird, ist eine gesonderte Verlustfeststellung notwendig.
Im Übrigen sind noch offen gebliebene Verlustvorträge nach dem Tod verloren. Sie können nicht von den Erben geltend gemacht werden.
Ein häufiger Anwendungsfall im Einkommensteuerrecht sind Verluste, die in Zweitausbildungen entstehen (in Erstausbildungen entstehen keine Verluste, weil Ausgaben dort Sonderausgaben sind), also z. B. in einem Studium nach einer Berufsausbildung oder in einem Masterstudium: Der Student hat Ausgaben für das Studium, aber keine steuerpflichtigen Einnahmen. Seine Ausgaben sind vorweggenommene Werbungskosten. Es entsteht ein Verlust, der per Antrag auf Verlustfeststellung festgestellt wird und durch den Vortrag dann nach dem Studium von den Einkünften abgezogen werden kann.

#### Körperschaft- und Gewerbesteuer
Bei der Körperschaftsteuer ist ein Verlustvortrag oder -rücktrag grundsätzlich ebenfalls nach Maßgabe des einkommensteuerlichen § 10d EStG möglich, die Höchstbeträge gelten auch hier; Sondervorschriften beim Gesellschafterwechsel (§ 8c KStG) oder kommunalen Verlustbetrieben (§ 8 Abs. 7-9 KStG) sind zusätzlich zu beachten. Bei der Gewerbesteuer ist allerdings nur ein Verlustvortrag und kein Verlustrücktrag möglich; die Verlustverrechnung ist nach § 10a GewStG ebenfalls auf 1 Million Euro begrenzt und darüber hinaus nur in Höhe von 60 % der Gewinne möglich.

### Steuerliche Verlustvorträge in Österreich
Verluste aus den drei betrieblichen Einkunftsarten können, wenn sie aufgrund ordnungsgemäßer Buchführung ermittelt worden sind, zeitlich unbegrenzt in den Folgejahren als Sonderausgaben abgezogen werden (§ 18 Abs. 6 EStG).

### Steuerliche Verlustvorträge in der Schweiz
Verluste aus den der Steuerperiode vorangegangenen sieben Geschäftsjahren können abgezogen werden, soweit sie bei der Berechnung des steuerbaren Einkommens dieser Jahre nicht berücksichtigt werden konnten. Bei Verlusten aus mehreren Vorperioden sind zuerst diejenigen zu verrechnen, die aus den frühesten Geschäftsjahren stammen (Art. 211 Bundesgesetz über die direkte Bundessteuer (DBG)).

## Internationale Rechnungslegungsvorschriften
In IAS 12.34 ff. ist geregelt, aufgrund welcher Sachverhaltskonstellationen sich eine Nutzbarkeit von Verlustvorträgen ergeben kann. Im Mai 2014 entschied das IFRS-Komitee, dass nach IAS 12.34 ff. aktive latente Steuern auf Verlustvorträge nur insoweit angesetzt werden dürfen, als zu versteuernde temporäre Differenzen vorhanden sind, die sich künftig umkehren werden und mit denen die Verlustvorträge in der betroffenen Periode verrechnet werden könnten. Es ist unerheblich, ob für die entsprechende Periode steuerliche Gewinne oder Verluste erwartet werden. Nach IAS 12.36 ist beim Ansatz latenter Steuern zu prüfen, ob das Unternehmen den Verlustvortrag in der gesetzlich vorgeschriebenen Zeit nutzen kann und ob er einmaliger Natur ist. Zudem ist nach IAS 12.35 der Nachweis zu führen, dass der Verlustvortrag auf Ursachen beruht, die künftig nicht mehr auftreten (etwa Anlaufverluste).